# Jeden dzień szczęścia
Jeden dzień szczęścia (ros. День счастья) – radziecki melodramat filmowy z 1963 roku w reżyserii Iosifa Chejfica.

## Opis fabuły
Historia przypadkowej znajomości Aleksandra – lekarza pogotowia i Szury – niepracującej nauczycielki (gospodyni domowej), żony uznanego geofizyka Fiodora. W pewnym momencie tej znajomości, sytuacja przerasta kobietę. Ceni uczucie Aleksandra, a Fiodor jest w stanie zwrócić jej wolność. Jednak kiedy przyjeżdża do rodzinnej wsi na pogrzeb ojca – zasłużonego i szanowanego nauczyciela, zew obowiązku okazuje się być najsilniejszy. Pozostaje by kontynuować jego dzieło.

## Obsada aktorska
- Tamara Siomina – Aleksandra
- Walentin Zubkow – mąż Aleksandry
- Aleksiej Batałow – Aleksander
- Nikołaj Kriuczkow – ojciec Rity
- Łarisa Gołubkina – Rita
- Iosif Konopacki – mąż Rity
- Władimir Tykke – mąż Rity

i inni.